# 73 (број)
73 је природан број који се јавља после броја 72, а претходи броју 74.

## У математици
73 је:
- 21. прост број.
- звездани број.[1]

## У науци
- атомски број тантала.
- Месје 73, звезда у сазвежђу Водолија